# Match Cut
Match Cut (to match (englisch) „zusammenpassen/-fügen“, cut (englisch) „Schnitt“) bezeichnet eine Technik der Filmmontage, bei dem in eine Bewegung hinein geschnitten und diese in einem anderen Bildmotiv fortgesetzt wird. Es ist die Verbindung zweier Einstellungen, die verschiedenen Handlungseinheiten entsprechen, also zeitlich oder räumlich getrennt sind, durch die Inszenierung analoger, sich entsprechender Elemente innerhalb der Bildkader. Die parallele Verwendung von Formen, Bewegungen oder anderer Bestandteile erzeugt Kontinuität, da die menschliche Wahrnehmung gleichartige, aufeinanderfolgende Eindrücke als zusammengehörig begreift. Beim Match Cut wird dem Zuseher oft ein nicht vorhandener Zusammenhang nahegelegt.

## Arten von Match Cuts
- Zwei Gegenstände werden in aufeinanderfolgenden Szenen so im Bild positioniert, dass die Objekte vom Ende der letzten Szene und vom Anfang der folgenden Szene einer Transformation gleich nahtlos ineinander überzugehen scheinen oder der Gegenstand der zweiten Szene die Bewegung der ersten fortsetzt. (Nicht zu verwechseln mit Morphing, bei dem ein Objekt in ein anderes verwandelt wird.)
- Ähnliche Objekte werden in verschiedenen Einstellungen an verschiedenen Orten gezeigt (z. B.: Szene 1: Auto fährt weg; Szene 2: ein bremsender Reifen, zu einem anderen Auto gehörend).
- Zusammenpassende Geräusche aus verschiedenen Szenen oder Geräusche in Szene 2, die zum Bildinhalt aus Szene 1 passen, ergeben einen Match Cut (z. B.: Szene 1: Man sieht eine Kirche; Szene 2: Man hört am anderen Ende der Welt die Glocken einer anderen Kirche).
- Im weiteren Sinne können auch ähnliche Lichtstimmungen einen Match Cut erzeugen.
- Mit dem Match Cut eng verwandt ist die Parallelmontage, die häufig Match Cuts als „Bindemittel“ für den Wechsel zwischen den Szenen verwendet.

## Effekt auf den Zuschauer
Da der Zuschauer einen Zusammenhang zwischen zwei Einstellungen vermutet, glaubt er meist am Anfang, die Szene spiele weiterhin am selben Ort zur selben Zeit. Dass dies nicht der Fall ist, erzeugt ein Aha-Erlebnis und Aufmerksamkeit. Deshalb folgen auf Match Cuts oft erklärende längere Einstellungen, in denen dem Zuseher klar wird, dass er sich an einem anderen Ort zu einer anderen Zeit befindet. Während traditionell ein Szenenwechsel durch eine Totale eingeleitet wird, die dem Publikum einen Überblick über den neuen Handlungsort gestatten soll, ist ein Match Cut einer solchen Orientierungs-Einstellung vorgeschaltet, um die für diese Schnitttechnik typische Wirkung zu erzielen.

## Bekannte Match Cuts
- Den wohl berühmtesten Match Cut der Filmgeschichte findet man in Stanley Kubricks 2001: Odyssee im Weltraum aus dem Jahr 1968: Ein Menschenaffe wirft einen Knochen, mit dem er gerade einen Artgenossen erschlagen hat, in die Luft. Dieser wirbelt aus dem Bild in die Höhe. Die Bewegung wird durch den „Match Cut“ unterbrochen und eine gewaltige Zeitspanne von vier Millionen Jahren übersprungen, indem das nächste Bild einen Satelliten in der Erdumlaufbahn zeigt, der den Flug des Knochens scheinbar „fortsetzt“. So ist dieser Schnitt, der den Knochen (eine Waffe) mit dem Satelliten identifiziert, ein äußerst lakonischer und wirksamer Kommentar zur gesamten Menschheitsgeschichte, wenngleich der Schnitt nicht präzise ausgeführt ist. Der Knochen befindet sich bereits unterhalb der Position des Raumschiffes innerhalb des Frames und ist bereits (würde man die beiden Bilder überblenden) um 90 Grad verdreht. Des Weiteren befindet sich der Knochen in Drehung, das Raumschiff ist dagegen statisch, daher werden eigentlich hier die Grundanforderungen für einen präzisen Match Cut nur sehr unzureichend erfüllt. Am ehesten lässt sich dieser Schnitt mit einem unreinen Reim vergleichen.
- Ein Match Cut, der dem in 2001 formal und inhaltlich ähnelt, lässt sich bereits in dem 1944 erschienenen A Canterbury Tale  von Michael Powell und Emeric Pressburger finden. Im Prolog des Filmes reisen Pilger während des Mittelalters nach Canterbury, ein Falkner lässt einen Greifvogel in der Luft fliegen. Hier erfolgt ein Match Cut und mehrere hundert Jahre werden übersprungen, aus dem Greifvogel ist ein Militärflugzeug im Zweiten Weltkrieg geworden.
- Ein weiterer sehr bekannter Match Cut findet sich in der Schlussszene von Alfred Hitchcocks Der unsichtbare Dritte (1959). Hauptdarsteller Roger O. Thornill (Cary Grant) zieht seine Geliebte Eve Kendall (Eva Marie Saint) mit einer Hand aus dem Abgrund am Mount Rushmore und verfrachtet sie in das obere Bett eines Schlafwagens. Der Film endet damit, dass der eben eingeblendete Zug im Tunnel verschwindet.[1]
- Ein anderer bekannter Match Cut ist in der 13. Minute von Lawrence von Arabien zu finden. Am Ende einer Besprechung, nach der T. E. Lawrence in die Wüste aufbricht, betrachtet er ein Streichholz, das er schließlich auspustet, und es wird zu einem Sonnenaufgang in der Wüste geschnitten. Dieser Match Cut wird gerne zitiert, um Ortswechsel (meist in die Wüste) zu verdeutlichen, so im Actionepos John Wick: Kapitel 4 oder im Videospiel Iron Harvest.
- Bereits 1931 verwendete Fritz Lang im Film M Match Cuts für eine Parallelmontage, die mehrfach zwischen den Lagebesprechungen eines Ganovensyndikats und der Polizei hin und her wechselt, um deren „gemeinsames“ Ziel, den Kindermörder unschädlich zu machen, zu veranschaulichen. Dabei steht die fortlaufende Handlung in einem harten Kontrast zu der wechselnden Kulisse – ein heruntergekommenes Hinterzimmer mit zugezogenen Vorhängen im Gegensatz zu einem amtlichen Konferenzsaal. Bei Lang war der Match Cut stets ein beliebtes Mittel. Bereits seine Stummfilme (etwa Spione) arbeiten mit dem Aufgreifen des Inhalts der vorherigen Szene in der folgenden. Neben M ist ein weiteres gutes Beispiel für Match Cuts in einem Tonfilm Langs Das Testament des Dr. Mabuse.
- Im Film Highlander werden gleich sehr viele Szenen mit einem Match Cut übergeblendet. Es betrifft praktisch jeden Szenenwechsel zwischen Vergangenheit und Gegenwart der Handlung.
- Die surrealistische Kriegssatire Catch-22 macht ebenfalls ausgiebig Gebrauch von Match Cuts unterschiedlicher Form.
- Der japanische Animationskünstler Satoshi Kon benutzte den Match Cut ausgiebig. Teilweise wird der Match Cut als die Signatur des Regisseurs angesehen.[2] Beispielsweise wird der Match Cut in Millennium Actress genutzt, um die verschiedenen Handlungsebenen zu verbinden. Kon nutzt dabei die Besonderheit des Animationsfilms, den Bildaufbau und die Montage präzise manipulieren zu können, um sehr komplexe Match Cuts durchzuführen.